# المجلس الإسلامي للإفتاء-الداخل الفلسطيني48
المجلس الإسلامي للإفتاء-الداخل الفلسطيني 48، هو هيئة فلسطينية علمية مستقلة بالداخل الفلسطيني، متخصصة في مختلف المجالات الشرعية، تقوم بالإجابة على فتاوى النّاس في الدّاخل الفلسطيني وسائر الأقطار والبلدان الإسلامية عبر  الشبكة العنكبوتية والاتصالات الهاتفية والمراسلات الخطية.

## التاريخ
تأسس المجلس عام 2000م وكان قبل ذلك عبارة عن لجنة إفتاء.

## النهج المتبع
- يعتمد المجلس الإسلامي للإفتاء في إصدار الفتاوى الخطية والشفوية على حدّ سواء المذاهب الأربعة.

- لا يخرج عن الإجماع إلا بناءً على اجتهادٍ جماعيّ صادرٍ عن أحد المجامع الفقهية الدولية وبالدرجة الأولى المجمع الفقهي التّابع لمنظمة المؤتمر الإسلامي.

- يستأنس بقرارات سائر المجالس ودور الإفتاء والهيئات العلمية في العالم الإسلامي.[3]

## الإصدارات
- كتاب - فتاوى المجلس الإسلامي للإفتاء: الأول في عام  1426 هـ - 2005م، والثاني؛ في عام 1433هـ 2012م.

- مختارات فقهية في الحجّ والعمرة 1434هـ \ 2013م.

- فتاوى مقدسية 1434هـ \2013م.

- فتاوى رمضانية.

- فتاوى المرأة المسلمة.[4]

## بعض المطويات التي تعالج قضايا اجتماعية:
- اليمين الغموس.

- أحكام الطلاق.

- السحر والشعوذة.

- أحكام الخِطبة في الإسلام.

- الربا وبيع الشيكات.[5]